# 热卡扎日追
热卡扎日追（藏語：ར་ཁ་བརག་རི་གྲོད་，威利转写：Ra kha brag ri khrod），位于西藏自治区拉萨市城关区，是一座藏传佛教格鲁派寺院。

## 简介

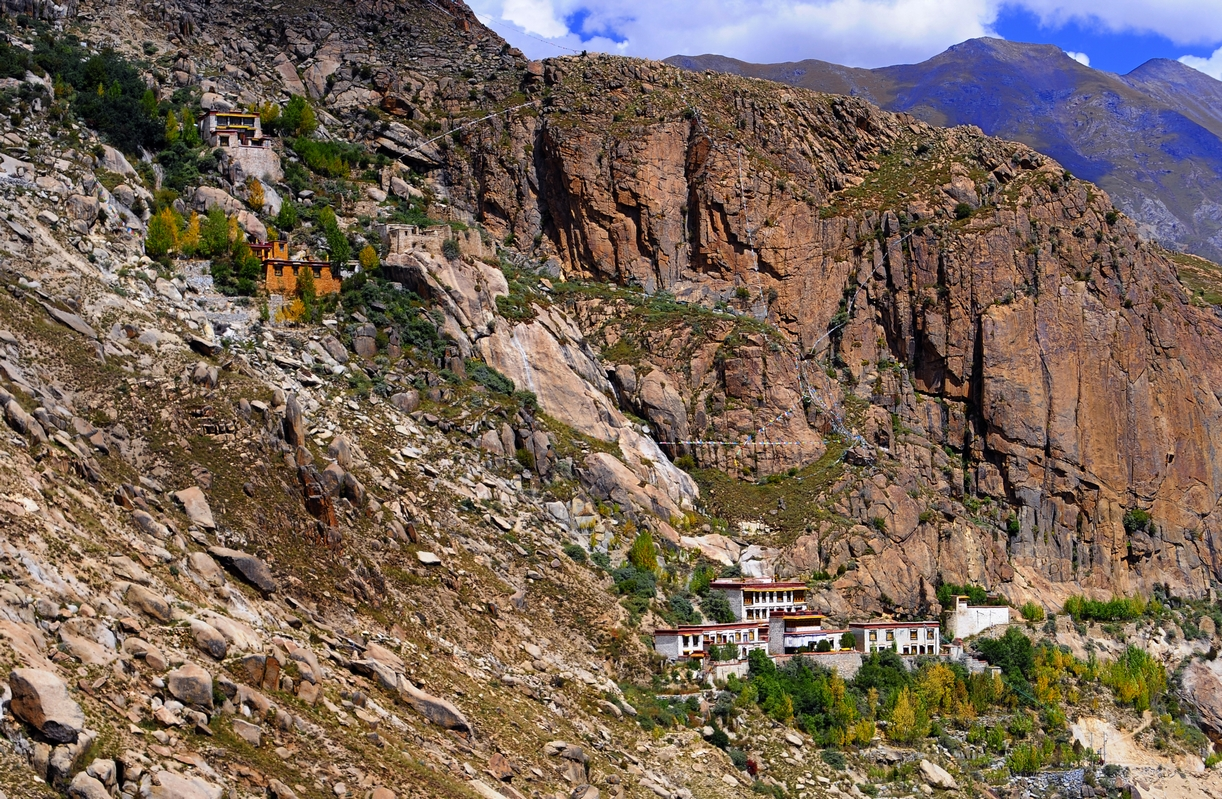
热卡扎日追与吉仓日追。热卡扎日追位于山上左侧。

自普布觉日追顺山脊向东走，可见悬崖峭壁上有一很小的岩洞。据说，这是当年宗喀巴修行的热卡扎山洞。传说，1407年，明朝永乐帝派出四位钦差使者赴拉萨，请宗喀巴到南京传法。但宗喀巴当时正好不在色拉曲定寺，而在热卡扎山洞闭关静修。四位使者打听到宗喀巴的行踪，便来到夺底沟，顺羊肠小道抵达热卡扎山洞。宗喀巴感于四人的诚意，乃约定在色拉曲定寺会见四位使者，接受永乐帝的圣旨和馈赠。
宗喀巴圆寂后，阐化王扎巴坚赞及拉萨地区长官柳乌·朗噶桑布，在热卡扎山洞前举行了追悼法会，法会由宗喀巴首席弟子、大慈法王释迦益西主持。18世纪，第一世珠康活佛格勒嘉措，在热卡扎附近兴建了一座小庙，取名“热卡扎日追”。西藏民主改革前，该寺有喇嘛十多人。前来朝拜、转经者很多，特别是藏历六月的转山节，是转经朝拜的高潮。